# Paper Lions
Die Paper Lions sind eine kanadische Alternative-Rock-Band aus Charlottetown, Prince Edward Island.
Sie vertreten die musikalische Stilrichtungen Rock (Musik), Indie, Pop und Crunk.
Das Markenzeichen der Band bei Live-Auftritten ist eine adrette Kleidung in schwarzen Anzügen mit weißen Hemden und Krawatte, die ein wenig an die frühen Beatles erinnern lässt.

## Bandgeschichte
Die Paper Lions wurden im Jahre 2004 ursprünglich unter dem Namen Chucky Danger Band von John MacPhee und seinem Bruder Rob MacPhee gegründet. Weitere Gründungsmitglieder sind Colin Buchanan und David Cyrus McDonalds.
Der Musikstil der Band wurde durch einen mehrjährigen Aufenthalt des Bandgründers John MacPhee in Kambodscha, wo er sich für die Ärmsten einsetzte, beeinflusst.
Zu seiner Zerstreuung und um mit den emotionalen Auf und Abs, die sein dortiges soziales Engagement mit sich brachte, verarbeiten zu können, komponierte er Lieder für die Akustikgitarre.
Zurück auf P.E.I. in Kanada, spielte er seine Werke seinem Bruder Rob und seinem Nachbarn Colin vor, die davon sehr begeistert waren und sofort begannen die Akustikgitarren-Stücke in ausgefeilte musikalische Arrangements umzusetzen.
Der erste öffentliche Auftritt fand 2004 bei den P.E.I. Music Awards statt. Die erste Studio-Single der Band mit dem Namen Living Forward wurde sehr schnell zu der am meisten gewünschten Single beim lokalen Radiosender Magic 93.1 FM auf P.E.I. Durch die Veröffentlichung von Sweet Symphony verbreitete sich die Musik der Chucky Danger Band sehr schnell über die Radiostationen im ganzen Land. Im September desselben Jahres nahm die Band ein Studioalbum bei dem kanadischen Plattenlabel CBC Atlantic Airwaves auf. Während eines Live-Auftritts wurde der Produzent Paul Milner (Robert Palmer, Kim Mitchell, Glass Tiger etc.) auf die mittlerweile einfach Chucky Danger genannte Gruppe aufmerksam und stieß zusammen mit Glen Meisner und Carl Falkenham zu der Band, um die CBC-Session zu produzieren.
2004 und 2005 folgten die Veröffentlichung der 6-pack-EP und der Gewinn des P.E.I. Music Awards als bester Künstler des Jahres 2005. 2006 veröffentlichte die Gruppe ihr Debütalbum Colour und gewann im gleichen Jahr den East Coast Music Award für die beste Popmusik-Aufnahme des Jahres. Bei den East Coast Music Awards 2007 erhielten sie drei Nominierungen: Gruppenaufnahme des Jahres, Single des Jahres für den Song "Marching Machine" und Rockaufnahme des Jahres, gewannen aber nicht. 
Seit Februar 2008 nennt die Band sich Paper Lions. 2010 veröffentlichte sie ihr Album Trophies. Im Juni 2012 folgte das Album At Long Creek.

## Diskografie
- 2003: Two Brothers, A Major, and a Minor
- 2004: 6-Pack
- 2006: Colour
- 2007: Chucky Danger
- 2010: Trophies
- 2012: At Long Creek